# Schachzabel
Schachzabel ist die mittelalterliche deutsche Bezeichnung für das Schachspiel, die auch in der historischen Wissenschaft als Fachbegriff gebraucht wird.

## Begriff
Das Wort Schachzabel (mittelhochdeutsch schāchzabel „Schachbrett“) stammt über althochdeutsch (12. Jahrhundert) scâhzabel von althochdeutsch zabal „Spielbrett“ und mittelhochdeutsch seit etwa 1200 schāch „Schach“. Die Wortkomponente „zabel“ ist ein Lehnwort aus dem Lateinischen und stammt von tabula „Tafel, Brett“. Als Schachzabel (lateinisch tabula scaccorum) wurde sowohl das Spiel selbst als auch das Schachbrett bezeichnet.

## Schachzabelbücher
Die zahlreichen Schachallegorien in der europäischen Literatur des Spätmittelalters heißen im deutschen Sprachraum Schachzabelbücher und bezeichnen im Allgemeinen Prosaübersetzungen und Prosabearbeitungen des lateinischen, als „Handbuch der Predigermönche und als Vorlesestoff für klösterliche Gemeinschaften und Exempelsammlung für Stadtbewohner“ dienenden Schachbuchs von Jacobus de Cessolis. Sie wurden jedoch auch als gereimte Werke verfasst.
Eine genaue Beschreibung des Spiels ist im Libro de los juegos („Buch der Spiele“) Alfons des Weisen zu finden, welches um 1283 entstanden ist.

## Historische Quellen
(Auswahl)
- Jacobus de Cessolis: Dis būchlein weiset die auszlegung des schachzabel spils, vnd menschlicher sitten, auch von den ampten der edeln. Knoblochzer, Straßburg 1483.
- Jacobus de Cessolis: Schachzabel. Schönsperger, Augsburg 1483.
- Das Schachzabelbuch Kunrats von Ammenhausen, Mönchs und Leutpriesters zu Stein am Rhein. Nebst den Schachbüchern des Jakob von Cessole und des Jakob Mennel [vollendet 1337] (= Bibliothek älterer Schriftwerke der deutschen Schweiz und ihres Grenzgebietes. Serie 1, Ergänzungsband 7). Hrsg. von Ferdinand Vetter. Huber, Frauenfeld 1887 (Digitalisat).
- Jakob Mennel: Schachzabel Spiel. Jacob Köbel, Oppenheim 1520, Volltext (Wikisource)
- Marco Girolamo Vida: Schachzabel – Ein Künstlich/ Erbar unnd lustig Spiel/ so wol denen von der Ritterschafft/ als von der Feder/ und der studierenden Jugend zustendig. Scher, Straßburg 1606.